# Konali krótko i płaczliwie
Konali krótko i płaczliwie (tytuł oryginalny: Sadly Never After) – amerykańska seria komiksowa autorstwa Skottiego Younga, będąca czwartym tomem Nienawidzę Baśniowa. Część 1, Piekielna podróż została wydana 7 lutego 2018, Część 2, Jest magia w tym kotle!, została wydana 7 marca 2018, Część 3, Koniec!, została wydana 4 kwietnia 2018, Część 4, Gert w kosmosie!, została wydana 13 czerwca 2018, a Część 5, Pieprzyć Baśniowa, została wydana 4 lipca 2018.
Po śmierci Gertrude „Gert” w poprzednim tomie seria podąża za dwoma nowymi wątkami, ponieważ Gert zostaje skazana przez diabła, Billa, aby wiecznie powtarzać swoje zadanie w identycznej kopii Fairyland w kieszonkowym wymiarze w Hell, podczas gdy w prawdziwym Fairyland, byli towarzysze Gert, Duncan Dragon i Larry, starają się ją wskrzesić, aby uratować Fairyland przed „Dark Cloudia”, wskrzeszoną przez Horribellę. Poprzedzona Grzeczna dziewczynka, następuje The Untold Tales of I Hate Fairyland! i Gert's Inferno.
Seria otrzymała powszechnie pozytywne recenzje krytyków.

## Przesłanie

### Część pierwsza:Piekielna podróż
Po jej śmierci i zejściu do Piekła w Grzeczna dziewczynka, Gert odkrywa, że „Happy” jest w rzeczywistości diabłem, a Bill przyjmuje jej postać, który po nieudanej próbie dręczenia Gert wypaczoną wersją jej rodzinnego domu, tworzy identyczną wersję Krainy Czarów w Piekle, skazując ją na wieczne powtarzanie jej misji.

### Część druga:Jest magia w tym kotle!
wiedźma Horribella dzwoni do Billa i żąda „jej” kości jako zapłaty za spowodowanie śmierci Gert, które Bill dostarczył jej za pośrednictwem Duncana Dragona, który został kurierem pocztowym po tym, jak nauczył się latać. Planując doprowadzić do końca Krainy Czarów, Horribella przywraca postać do życia jako potężną nieumarłą istotę, która ją zabija i oświadcza: „Nienawidzę Krainy Czarów!” zanim wpadnie w szał.

### Część trzecia:Koniec!
Nieumarła istota okazuje się być „Dark Cloudia”, zepsutą wersją byłej Królowej Krainy Czarów Cloudii. Rozumując, że skoro Cloudia została przywrócona do życia, Gert może zostać przywrócona, Duncan rekrutuje Larry'ego, aby wytropił i skonfrontował się z Radą Krainy Czarów, aby wskrzesić Gert i uratować Krainę Czarów. Rada początkowo odmawia, powołując się na zasady Krainy Czarów, ale Duncan odpowiada, że zasady i rada są bezpośrednio odpowiedzialne za kryzys i że porywając dzieci takie jak on i Gertruda, zrzekli się wszelkiego autorytetu moralnego. Przyznając, że Duncan ma rację, rada nakazuje Billowi dostarczyć kieszonkowy wymiar zawierający Piekło Gertrudy do sali rady.

### Część czwarta:Gert w kosmosie!
W swoim osobistym piekle Gert, zrekrutowawszy wygenerowaną przez wymiar kieszonkowy wersję młodszego Larry'ego, przejmując statek kosmiczny astronauty w celu ucieczki, jest zaskoczona, gdy Duncan i Larry wchodzą do piekła i informują Gertrude o Dark Cloudii. Zgadzając się ponownie zabić Cloudię, opuszcza wymiar kieszonkowy i wraca do życia wraz z wygenerowanym przez piekło Larrym. Dowiedziawszy się, że jej działania będą służyć celom Rady, Gert próbuje wycofać się z umowy, ale Rada obiecuje odesłać Gert do domu, jeśli uda jej się pokonać Cloudię, zauważając, że ponieważ jest teraz siłą czystej ciemności, Gert musi stać się siłą dobra, łącząc ich moce, aby siłą wzmocnić ją za pomocą ich połączonej magii.
Tytuł jest odniesieniem do the Muppets skecz Świnie w kosmosie.

### Część piąta:Pieprzyć Baśniowa
Kiedy Dark Cloudia niszczy armię obecnego monarchy Fairyland, Króla Cone'a, zostaje zaatakowana przez wzmocnioną Gert, która wdaje się z nią w bójkę po Fairylandzie, wykorzystując swoje nowe magiczne moce, pozbawiając Cloudię mocy i bijąc ją. Zmęczona przemocą, za radą Larry'ego, Gert postanawia nie zabijać Cloudii ponownie i oddaje pokonanego złoczyńcę Królowi Cone'owi, aby ten uwięził go za swoje zbrodnie. Następnie pojawia się Rada, zła, ponieważ Gert nie zabiła Cloudii, pomimo że technicznie spełniła ich prośbę, aby ją po prostu „pokonać”, grożąc wygnaniem Gert do odległego miejsca w Krainie Czarów, dopóki Gert nie przypomina im zgodnie z ich własnymi zasadami, że nie mogą odebrać jej swojej połączonej magii, dopóki nie uznają, że pokonała Cloudię i nie wrócą do domu, i mogą jej użyć, aby ich zabić, jeśli nie dotrzymają swojej części umowy.
Wystraszona Rada szybko odsyła Gert do domu, ku wielkiemu smutkowi Larry'ego (który nie był w stanie powiedzieć „Nie ma za co.” na „Dziękuję.” Gert za opiekę nad nią i prawdziwe wychowanie jej przez wszystkie lata w Krainie Czarów), który ma nadzieję, że Gert cieszy się życiem, o które walczyła przez wszystkie te lata. Na Ziemi Gert, teraz dorosła kobieta po trzydziestce, znajduje pracę jako urzędniczka w stacji telewizyjnej, sfrustrowana swoją przyziemną egzystencją i szukająca sposobu na powrót, zanim porzuci swoje poszukiwania i przeklnie Krainę Czarów po raz ostatni, zanim wróci do pracy, zdeterminowana, by stawić czoła swojemu losowi w życiu.

## Rozwój
W czerwcu 2018 roku Skottiego Younga cicho ogłosiła, że czwarty tom Nienawidzę Baśniowa będzie ostatnim, za pośrednictwem wariantu okładki do Gert In Space!. Podczas wydania ostatniego numeru w lipcu 2023. Young rozwinął swoje rozumowanie dotyczące zakończenia serii i potencjalnego powrotu serii, stwierdzając:
„Tak, właśnie skończyłem tuszować ostatni panel na ostatniej stronie Nienawidzę Baśniowa #20. Wiedziałem od jakiegoś czasu, ale wy dopiero się dowiedzieliście, że to ostatnia strona serii, przynajmniej na razie. Wiem, że niektórzy z was pewnie teraz przeklinają moje imię, a niektórzy mówią: „Już najwyższy czas”. Tak czy inaczej, wiedziałem, że nadszedł czas, abym na razie zakończył historię Gert. KOCHAŁEM pisać i rysować tę serię [i] byłem zachwycony wsparciem i miłością, jaką wszyscy dla niej okazaliście [ale] mimo że było to świetną zabawą, zacząłem mieć inne pomysły [i] wiedziałem, że nie mam czasu, aby kontynuować pisanie i rysowanie trwającej serii [i] rozwijać zupełnie nowy projekt [i dlatego] podjąłem decyzję doprowadzić [Nienawidzę Baśniowa] do zakończenia, które zawsze widziałem dla Gert."
Young ostatecznie powrócił do serii z The Untold Tales of I Hate Fairyland! i Gert's Inferno.

## Odbiór
| Numer wydania | Data publikacji | Ocena krytyków | Recenzje krytyków | Ref.   |
| ------------- | --------------- | -------------- | ----------------- | ------ |
| 1             | Luty 2018       | 9,5/10         | 5                 | [ 16 ] |
| 2             | Marzec 2018     | 8.6/10         | 6                 | [ 17 ] |
| 3             | Kwiecień 2018   | 7.5/10         | 7                 | [ 18 ] |
| 4             | Czerwiec 2018   | 7.8/10         | 5                 | [ 19 ] |
| 5             | Lipiec 2018     | 9.8/10         | 7                 | [ 20 ] |
| Ogółem        |                 | 8.7/10         | 30                | [ 21 ] |

## Wydania zbiorcze
| Tytuł                                           | Zebrany materiał                                                  | Data publikacji  | ISBN                |
| ----------------------------------------------- | ----------------------------------------------------------------- | ---------------- | ------------------- |
| Nienawidzę Baśniowa: Konali krótko i płaczliwie | Nienawidzę Baśniową #16–20                                        | 22 sierpnia 2018 | ISBN 978-1632158871 |
| Nienawidzę Baśniowa: Księga Druga               | Nienawidzę Baśniowa #11–20 i Nienawidzę Obrazu: FCBD Specjalny #1 | 17 września 2019 | ISBN 978-1534312487 |
| Nienawidzę Baśniowa: Kompendium Pierwsze        | Nienawidzę Baśniowa #1–20 i Nienawidzę Obrazu: FCBD Specjalny #1  | 25 czerwca 2024  | ISBN 978-1534397729 |